# Fernando Acitelli
Fernando Acitelli (Roma, 2 marzo 1957) è un poeta e scrittore italiano.

## Biografia
Fernando Acitelli ha esordito nel 1994 con la raccolta poetica Gli amplessi di Saint-Just (Ed. Tracce), affermandosi nel mondo letterario italiano con la successiva silloge La solitudine dell’ala destra, antologia di ritratti in versi di celebri calciatori edita da Einaudi e accolta con favore tanto dal pubblico quanto dalla critica.
La solitudine dell’ala destra ha avuto un seguito nel 2018 con le poesie de La tristezza delle ripartenze, titolo pubblicato dall’editore romano Ponte Sisto.
Nelle sue opere, Acitelli ha più volte omaggiato, in maniera diretta o indiretta, Pier Paolo Pasolini e Francesco Totti.

## Opere

### Poesia
- Gli amplessi di Saint-Just. Poesia nella storia, Tracce, Pescara 1994.
- Pregi della prospettiva, Amadeus, Cittadella 1996.
- La solitudine dell’ala destra, Einaudi, Torino 1998.
- Blu di Seneca, Polistampa, Firenze 2006.
- Hogarth, ES, Milano 2008.
- Cantos romani, ES, Milano 2012.
- Accattone, ES, Milano 2015.
- La tristezza delle ripartenze, Ponte Sisto, Roma 2018.

### Narrativa
- Il tempo si marca a uomo, Limina, Arezzo 2004.
- I vecchi esultano la sera, Avagliano, Cava de’ Tirreni 2007.
- Miagola Jane Birkin. Filologia degli anni Sessanta, Coniglio, Roma 2009.
- Sulla strada del padre, Cavallo di Ferro, Roma 2011.
- Cinema Farnese, Ponte Sisto, Roma 2017.
- Oltre la linea. Jünger e Heidegger a Wembley, ES, Milano 2018.
- Mamma Roma a colori, Ponte Sisto, Roma 2019.

### Libri sul calcio
- Francesco Totti. Il tribuno di Porta Latina, Limina, Arezzo 2002.
- Un mondo senza Totti, Ponte Sisto, Roma 2017.